# Светлина (община Димитровград)
Вижте пояснителната страница за други значения на Светлина.
Светлина е село в Южна България. То се намира в община Димитровград, област Хасково.

## География
Селото се намира на 4 km южно от друго по-голямо селище Горски извор, на 5 km северно от с. Сусам и на 9 km северно от с. Минерални бани. Светлина е много близо разположено до международния път E-80 (5 км), който води към ГКПП „Капитан Андреево“. Самото село е на пътя Горски извор – Минерални бани. Пътят до селото е преасфалтиран през 2009 година и е в идеално състояние.
В центъра на селото се намира църквата. В източния край на селото се намира язовирът, а от южния край има прекрасна гледка към вековни дъбови гори (цялото село е заобиколено от гори). Недалеч от селото има обработваеми от местните хора лозя, а също и големи площи земеделски ниви.

## История
Селото е създадено по време на османската власт от придошлите тук анадолски нашественици, през XIX век обаче странна чума обхваща селото, мюсюлманите бягат към Анадола, а на тяхно място идват българите, живели дотогава в околните планини, където са се пазели от погроми. Няколко семейства от близкото село Горски извор (което винаги е било населено с българи) също се преселват в Светлина.
Името на селото до 1906 година е Айдънлар, което на турски означава „лунна светлина“.

## Културни и природни забележителности
Селото е почти обособено като вилна зона на Хасково и Димитровград. В близост са разположени два язовира за риболов: „Бузалъка“ и „Калето“.

## Редовни събития
Празник на селото е 14 октомври деня на Петка Българска (Света Петка), чието име носи и черквата в селото, в която ликът на Васил Левски е изографисан и по този начин жителите на село Светлина са канонизирали българския национален герой.

## Личности
- Митьо Ганев (1900-1925) - анархокомунист.[2]